# (10655) Pietkeyser
(10655) Pietkeyser (9535 P-L) – planetoida z pasa głównego asteroid okrążająca Słońce w ciągu 4,53 lat w średniej odległości 2,74 j.a. Odkryta 17 października 1960 roku.